# Henry Gellibrand
Henry Gellibrand (ur. 17 listopada 1597 w Aldersgate, zm. 16 lutego 1637 w Londynie) – angielski matematyk i astronom. Znany przede wszystkim z badań  ziemskiego pola magnetycznego. Był jedną z pierwszych osób, które zaobserwowały, że ziemskie pole magnetyczne jest zmienne.

## Życiorys
Teorię o zmienności ziemskiego pola magnetycznego Gellibrand oparł na własnych badaniach deklinacji magnetycznej, przeprowadzonych w 1634 roku. Dokonał porównania swoich pomiarów z pomiarami Williama Borougha z 1580 roku, oraz Edmunda Guntera z 1622 roku, odnotowując różnice pomiędzy nimi.
Swoje analizy przedstawił w publikacji A discourse mathematical on the variation of the magnetical needle, together with its admirable diminution lately discovered.
Był profesorem Gresham College, obejmując stanowisko po Edmundzie Gunterze.

### Śmierć
Zmarł po chorobie gorączkowej, w wieku 39 lat, w Londynie. Został pochowany w kościele St Peter le Poer. 